# Ammophila moenkopi
Ammophila moenkopi är en biart som beskrevs av Menke 1967. Ammophila moenkopi ingår i släktet Ammophila och familjen grävsteklar. Inga underarter finns listade i Catalogue of Life.